# Lothian (Schottland)
Lothian [ləʊðjən] (schottisch-gälisch Lodainn) war von 1975 bis 1996 eine Region im Osten Schottlands rund um die schottische Hauptstadt Edinburgh.

## Name
Lothian war der Name eines historischen Landes im Südosten Schottlands, das nach einem König Loth benannt war.

## Geschichte
Spätestens durch die Schlacht bei Carham im Jahre 1016 oder 1018 zwischen dem Königreich Schottland und dem Kleinkönigreich Northumbria (als Teil Englands) kam die Region Lothian im Süden des Firth of Forth zu Schottland. Sie blieb bis heute bei Schottland.
Zwischen 1975 und 1996 bestand die Region Lothian als eine Gebietskörperschaft der Kommunalverwaltung. Sie wurde 1975 aus den Grafschaften West Lothian, Midlothian, East Lothian und der Stadt Edinburgh gebildet. Diese vier Gebietseinheiten bildeten auch die vier Districts der Region. 1996 wurden die Regionen und Districts in Schottland wieder abgeschafft. Aus den vier Districts von Lothian wurden Council Areas gebildet.